# Anita Schätzle
Anita Schätzle (Haslach im Kinzigtal, 22 de septiembre de 1981) es una deportista alemana que compitió en lucha libre. Ganó tres medallas en el Campeonato Mundial de Lucha entre los años 1999 y 2005, y ocho medallas en el Campeonato Europeo de Lucha entre los años 1999 y 2008.
Participó en dos Juegos Olímpicos de Verano, ocupando el sexto lugar en Atenas 2004 y el séptimo lugar en Pekín 2008.

## Palmarés internacional
| Campeonato Mundial | Campeonato Mundial    | Campeonato Mundial | Campeonato Mundial |
| Año                | Lugar                 | Medalla            | Categoría          |
| ------------------ | --------------------- | ------------------ | ------------------ |
| 1999               | Boden (Suecia)        | Medalla de plata   | 68 kg              |
| 2001               | Sofía (Bulgaria)      | Medalla de bronce  | 68 kg              |
| 2005               | Budapest (Hungría)    | Medalla de bronce  | 72 kg              |
| Campeonato Europeo |                       |                    |                    |
| Año                | Lugar                 | Medalla            | Categoría          |
| 1999               | Götzis (Austria)      | Medalla de bronce  | 68 kg              |
| 2000               | Budapest (Hungría)    | Medalla de plata   | 68 kg              |
| 2001               | Budapest (Hungría)    | Medalla de bronce  | 68 kg              |
| 2002               | Seinäjoki (Finlandia) | Medalla de plata   | 67 kg              |
| 2003               | Riga (Letonia)        | Medalla de oro     | 72 kg              |
| 2005               | Varna (Bulgaria)      | Medalla de oro     | 72 kg              |
| 2006               | Moscú (Rusia)         | Medalla de bronce  | 72 kg              |
| 2008               | Tampere (Finlandia)   | Medalla de bronce  | 72 kg              |